# Ihsan Nuri Pascha

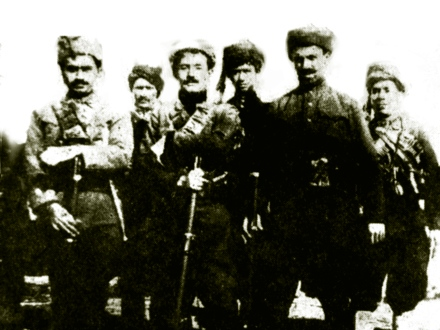
Ihsan Nuri Pascha zur Zeit der Ararat-Aufstände (Zweiter von links in der vorderen Reihe). Die restlichen Männer vorne sind von links nach rechts Sipkanlı Halis Bey und Hasenanlı Ferzende Bey

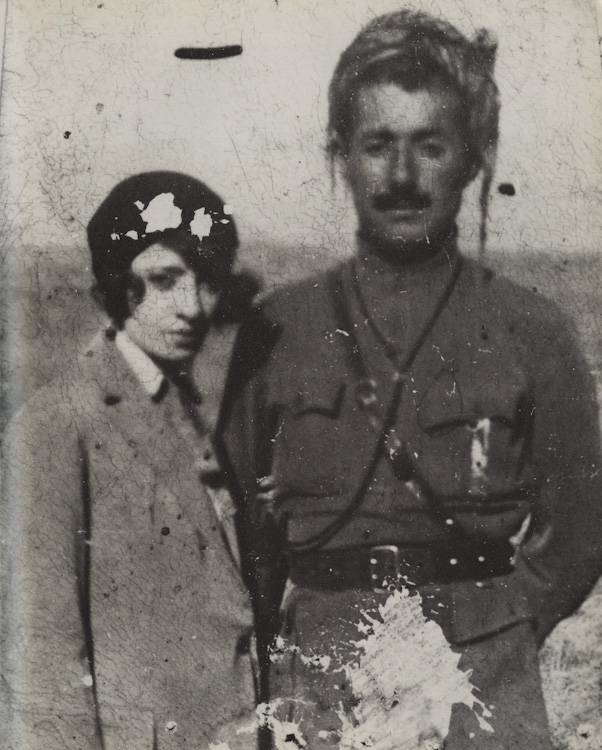
Ihsan Nuri mit seiner Ehefrau Yaşar Hanim während der Ararat-Aufstände.

İhsan Nuri Pascha (auch Ihsan Nouri, auf kurdisch ئیحسان نووری پاشا Îhsan Nûrî Paşa; * 1892 oder 1893 in Bitlis; † 25. März 1976 Teheran) war ein osmanisch-kurdischer Offizier (subay) und Hauptmann (yüzbaşı) sowie als führender Kopf des Ararat-Aufstandes eine bekannte Person der kurdischen Nationalbewegung nach dem Ersten Weltkrieg. Er war verheiratet mit Yashar Ihsan.

## Leben
Ihsan Nuri wurde 1892 oder 1893 in Bitlis geboren. Seine Familie hatte eine gehobene Stellung innerhalb des Celali-Stammes. Seine Herkunft ermöglichte Ihsan Nuri eine militärische Laufbahn im Osmanischen Reich. Er besuchte die Armeeschule in Erzincan und später die Militärakademie in Istanbul. Als Leutnant diente er 1910 in Albanien, 1911–1913 im Jemen, für kurze Zeit im Ersten Weltkrieg an der Dardanellen-Front, später in Georgien. An der Kaukasusfront gegen die Russen wurde er verletzt.
Nach Kriegsende erlebte Ihsan Nuri die alliierte Besatzung von Istanbul. Er lernte den Herausgeber Zeki Bey Bitlisi kennen und schrieb für dessen Zeitschrift Jin (Leben) Artikel zur kurdischen Geschichte und Kultur. Er wurde Mitglied der ersten kurdischen Vereinigung, der Kürdistan Teali Cemiyeti.
Ihsan Nuri lehnte – ebenso wie nationalistische türkische Offiziere – die Besatzung durch fremde Truppen ab. Er wurde Vorsitzender der Offiziersvertretung von Istanbul und pflegte engen Kontakt mit Kamal Aldin Sami, dem Vertreter Mustafa Kemals in Istanbul.
Wegen eines gemeinsamen Komplotts mit türkischen Nationalisten zur Entführung des Kriegsministers Süleyman Schafik Pascha der Regierung unter Damat Ferid Pascha geriet Ihsan Nuri ins Fadenkreuz der Briten. Das vereitelte Komplott hatte zum Ziel, den Kriegsminister an Mustafa Kemal zu übergeben.
Bei den Türken geriet er wegen seiner Mitgliedschaft in einer kurdischen Vereinigung in Verdacht. Ihsan Nuri ersuchte um Versetzung über Bitlis in den Kaukasus. Der über seine kurdischen Aktivitäten informierte Generalstab lehnte dies ab. Ihsan Nuri wurde direkt nach Trabzon versetzt, wo er von Rüschdü Pascha, Kommandant der 9. Armee, einen Befehl Mustafa Kemals erhielt, in Baku für sowjetische Unterstützung der nationalistischen Streitkräfte von Ankara zu sorgen.
Während seines Dienstes 1922 an der türkisch-irakischen Grenze lernte Ihsan Nuri Mitglieder der kurdischen Organisation Azadî kennen und wurde zum Leiter der Azadî in Siirt. Ihsan Nuri brachte mit drei weiteren kurdischen Offizieren das Regiment unter seine Kontrolle, das wegen des türkisch-britischen Konflikts um die Beherrschung der Ölquellen von Mosul nach Beytüşşebap (Provinz Şırnak) entsandt worden war.
Waffen und Munition des 18. Regimentes wurden an kurdische Aufständische verteilt. 350 Soldaten liefen über. Ihsan Nuri versuchte vergeblich nach Bitlis zu marschieren, um die Unabhängigkeit Kurdistans auszurufen.
Der Aufstand wurde rasch niedergeschlagen. Ihsan Nuri flüchtete erst nach Syrien und danach in den Irak zu Mahmud Barzandschi. Später wurde Ihsan Nuri Mitglied der kurdischen Xoybûn, die ihn 1927 als General der Befreiungsarmee mit der Unterstützung des Ararat-Aufstandes beauftragte. Ihsan Nuris Strategie sollte am Ararat Erfolg zeigen. 1928 im Aufstandsgebiet am Ararat angekommen, benannte er das Dorf Türkmen in Kurdawa um und erklärte es zur Hauptstadt der Republik Ararat. Ihsan Nuri baute einen Verwaltungsapparat auf und ernannte Gouverneure. Dank einer mitgebrachten Druckerpresse gab er die Zeitschriften Agri, Gaziya Welat und eine Propagandaschrift mit dem Titel Agri egir dibarine ("Der Ararat lässt Feuer regnen") heraus.
1930 schlug die türkische Armee den Aufstand nieder. Das war das Ende der Republik Ararat. Ihsan Nuri floh in den Iran und lebte dort mit seiner Ehefrau und Tochter. Er stand unter Beobachtung des iranischen Geheimdienstes. Seine heimlich geschriebenen Bücher behandeln angesichts der Zensur im Iran hauptsächlich die Zeit bis 1930. Unter Begleitung eines SAVAK-Beamten unternahm Ihsan Nuri 1962 eine Reise nach West-Berlin. Am 25. März 1976 starb er an den Folgen eines Verkehrsunfalles.

## Werke
- Geschichte der Ursprünge des kurdischen Volkes, Kouhistan Verlag, Teheran 1955 (persisch: Tarikh risha nejadi Kurd)
- La révolte de l’Agridagh "Ararat" (1927–1930), "Agri", éditions kurdes, Genève 1986 (weitere Ausgaben in Persisch, Kurmandschi und Sorani)
- Geschichte meines Lebens, (persisch; seine Ehefrau schrieb ebenfalls eine Biographie mit demselben Titel)